# Rolf Speckmann
Rolf Speckmann (* 22. April 1918 in Bremerhaven; † 2. Dezember 1995 in Quelkhorn) war ein deutscher Politiker (FDP), Senator in Bremen und Bankkaufmann.

## Biografie

### Ausbildung und Beruf
Speckmann erwarb den Abschluss der Mittleren Reife an der Wilhelm-Raabe-Schule in Geestemünde. Er absolvierte ab 1935 bei der Sparkasse Wesermünde eine Banklehre, die er auf der Deutschen Sparkassenschule Hannover 1937 abschloss.
Nach Entlassung aus der Internierung im Mai 1948 war er wieder – zuletzt als Bankamtmann – bei der Sparkasse Wesermünde in Bremerhaven tätig. 1955 wurde er Abteilungsdirektor und Leiter des Vorstandssekretariats bei der Bremer Landesbank/Staatliche Kreditanstalt Oldenburg-Bremen in Bremen und Nebenamtlich Vorstandsmitglied der Norddeutschen Finanzierungs AG.
1960 wurde er Direktor der Norddeutschen Kreditbank in Bremen und zugleich Geschäftsführer der Visirgus-Teilzahlungsbank und der Bremerhavener Grundstück- und Verwaltungsgesellschaft. Bei dem Neubau einer Filiale der Landesbank in Bremerhaven erwirkt er, dass 1964 die Kunsthalle in die Baumaßnahme einbezogen wurde.
Von 1966 bis 1971 war er Senator (siehe unten).
Nach seiner Zeit in der Politik war er als Nachfolger von Spelsberg und Vesper vom 1. Juli 1971 bis zum 31. Dezember 1983 Mitglied des Vorstandes bzw. Vorstandsvorsitzender der Sparkasse Bremen. Bei der Sparkasse wurden in seiner Zeit entscheidende Strukturveränderungen vorgenommen. 1971 wurde er in den Vorstand des Deutschen Sparkassen- und Giroverbandes berufen. Ab 1973 war er auch Präsident des Verbandes der Deutschen Freien Öffentlichen Sparkassen. Ihm folgte 1984 als Chef der Sparkasse Bremen Friedrich Rebers.
Er war verheiratet und hatte drei Kinder.

### Politik
Speckmann war in seiner Jugend von 1928 bis 1933 Mitglied der pfadfinderischen Bündischen Jugend. Aus der Hitlerjugend wurde er 1936 wegen der Fortführung von „bündischen“ Aktivitäten ausgeschlossen. Er war von 1934 bis 1936 in der Hitlerjugend, 1935/36 Scharführer dann nach eigenen Angaben Ausschluss wegen Fortführung „bündischer“ Traditionen der deutschen Pfadfinderschaft.
Seit 1937 war er Mitglied der NSDAP, von September 1939 – 1945 Soldat und im August 1940 vom Heer zur Polizei-Schützen-Division abgestellt, die Februar 1943 in die Waffen-SS eingegliedert wurde. Seit Dezember 1943 in der SS-Panzergrenadier-Division „Götz von Berlichingen“ aktiv und seit 1944 Obersturmführer. April 1944 sein Antrag auf Heiratserlaubnis an das Rasse- und Siedlungshauptamt der SS mit allen Unterlagen für SS-Sippenakte, geplante Form: „SS-Eheweihe“.
Von Mai 1945 – Mai 1948 war Speckmann als SS-Obersturmführer aufgrund „automatic arrest“ interniert und wurde im August 1948 wegen Zugehörigkeit zur SS und widersprüchlicher Angaben zur Tätigkeit in der HJ zunächst als „Minderbelasteter“ eingestuft, Februar 1949 von der Berufungskammer Bremerhaven aufgrund der Weihnachtsamnestie als „nicht betroffen“ entnazifiziert.
Ab 1953 war er Mitglied der FDP.
Von 1959 bis 1966 wurde er zum Mitglied der Bremer Bürgerschaft und zeitweise zum Stellvertretenden Vorsitzenden der FDP – Bürgerschaftsfraktion gewählt. Vom 19. Januar 1966 bis 1. Juni 1971 war er als Nachfolger von Senator Johann Diedrich Noltenius (FDP) Senator für die Finanzen in den Senaten unter Führung von Willy Dehnkamp (SPD) und ab 1967 von Hans Koschnick (SPD). Speckmann vertrat eine Finanzpolitik, bei der die Schuldendienste für den Staatshaushalt in Bremen eine bestimmte Grenze nicht überschreiten sollte. Er führte die mittelfristige Finanzplanung im Haushalt ein. Er forderte 1971: „Stabile Finanzen sichern die Selbständigkeit Bremens“ und weiter: „Die Finanzen des Landes Bremen müssen gesund bleiben, sie dürfen nicht durch eine Überhöhung der Verschuldung gefährdet werden und müssen stets ausgeglichen sein.“ Zu seiner Zeit als Senator wurde aber auch 1969 das Finanzverfassungsgesetz vom Bund mit Zustimmung der Länder beschlossen, wonach auch die Lohnsteuer der in Bremen arbeitenden Bürger, die jedoch im Umland wohnen, an das Land des Wohnsitzes (also zumeist Niedersachsen) abzuführen sind. Diese Regelung war der Beginn einer für Bremen nachteiligen Steuerverteilung, die zum Ende des Jahrhunderts auch zu der fatalen Überschuldung Bremens geführt hat.
Zusammen mit der FDP schied er 1971 wegen der erheblichen politischen Differenzen über die Gründung der Universität Bremen aus dem Senat aus. Finanzsenator wurde danach Oskar Schulz (SPD).

### Weitere Mitgliedschaften
- Speckmann war Gründungsvorsitzender des Schnoor-Vereins Heini Holtenbeen. Er unterstützte die Verleihung des Schoor-Preises für das Kunsthandwerk. Das Packhaustheater Bremen entstand auch auf Grund seiner Initiative.
- Er war von 1970 bis 1992 Mitglied des Vorstandes der Wolfgang-Ritter-Stiftung.
- Er war Vorsitzender des Weserbundes, der für die Schiffbarmachung der Mittelweser eintrat.
- Er war Vorsitzender des Kunstvereins Bremen.
- Er war Vorsitzender des Bremer Bauvereins.
- Er war Mitglied der unifreunde, Mitbegründer des Initiativkreises Bremer und ihre Universität, Mitglied der Nolting-Hauff-Stiftung und der Wittheit zu Bremen.
- Er war engagiert im Freundeskreis Fischerhude.

### Ehrungen
- Er war 1993 erster Ehrenbürger der Universität Bremen.